# Actinidia polygama
Actinidia polygama es una especie de lianas del género Actinidia perteneciente a la familia Actinidiaceae. Crece en las zonas montañosas de Japón, Corea y China, a altitudes de entre 500-1900 metros.

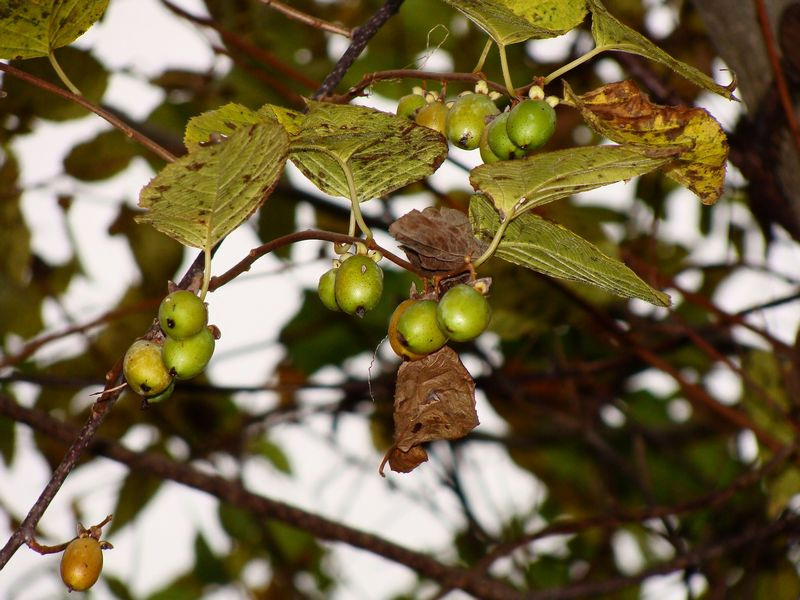
Frutos y hojas

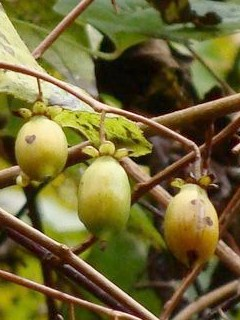
Frutos

## Descripción
Es una enredadera que puede alcanzar hasta 5-6 metros en la madurez. Se trata de una planta caducifolia trepadora que es sensible a las heladas. Los pecíolos de las hojas son de color blanco o plateado, colores que hacen que la planta sea identificable desde lejos, hasta la época de floración, cuando las hojas se vuelven completamente verdes. La época de floración se extiende desde finales de junio a principios de julio, en los que la planta produce flores de color blanco de unos 2,5 cm de diámetro. La longevidad de una flor individual es de 2-3 días. En este momento, la planta también se empieza a desarrollar pequeños frutos carnosos de color amarillo a amarillo-rojo, con forma de huevo, que fructifican en septiembre y octubre. El fruto es de aproximadamente 1,5 cm de ancho y 3,0-4,0 cm de largo. El interior del fruto se parece al del kiwi, pero es de color naranja en lugar de verde.

## Propiedades
Actinidia polygama ha sido utilizada por sus beneficios medicinales desde hace siglos, En la medicina tradicional china y la medicina japonesa, se ha utilizado para una amplia gama de problemas de salud, como: tónico del corazón, reumatismo, estimulante circulatorio, cistitis, dolor artrítico, hipertensión, diurético, dolor ciático y	dolor abdominal, reducción del colesterol, protección del hígado, 	enfermedad de los riñones, dolencias cardiacas, 	accidente cerebrovascular, cáncer, neuralgia,	 fatiga, gota,	varios síntomas de la menopausia.
El fruto puede ser salado y se come crudo, frito en aceite, añadido al arroz, o mezclado con semillas de sésamo y mayonesa para ensaladas. Los frutos también puede ser fermentado para hacer bien Matatabi y miso. Las hojas, brotes, tallos también se pueden moler o cortar para hacer té. El té se bebe para ayudar a prevenir los resfriados

## Taxonomía
Actinidia polygama fue descrita por (Siebold & Zucc.) Maxim. y publicado en Mémoires Presentes a l'Académie Impériale des Sciences de St.-Pétersbourg par Divers Savans et lus dans ses Assemblées 9: 64. 1859.
Sinonimia
- Actinidia inflammans Nakai
- Actinidia lecomtei Nakai
- Actinidia polygama var. latifolia Miq.
- Actinidia polygama var. lecomtei (Nakai) H.L.Li
- Actinidia repanda Honda
- Actinidia volubilis (Siebold & Zucc.) Planch. ex Miq.
- Trochostigma polygamum Siebold & Zucc.
- Trochostigma volubile Siebold & Zucc.[6]